# Umm Dżalal (Aleppo)
Umm Dżalal – wieś w Syrii, w muhafazie Aleppo, w dystrykcie Manbidż. W 2004 roku liczyła 756 mieszkańców.